# Fastway (альбом)
Fastway — дебютный студийный альбом британской хеви-метал-группы Fastway, выпущенный в апреле 1983 года звукозаписывающим лейблом CBS.
Изначально замышлявшийся как совместный проект бывших музыкантов знаменитых коллективов — гитариста Эдди Кларка из Motörhead и басиста Пита Уэя из UFO, Fastway стал в конечном итоге сольным проектом первого. К работе также привлекли ещё одного известного исполнителя — бывшего барабанщика Humble Pie Джерри Ширли, роль вокалиста отвели юному перспективному новичку — Дэйву Кингу. В связи с внезапным уходом Уэя, группа приобрела формат трио. Басовые партии на пластинке записывал сессионный музыкант. Большой вклад в формирование итогового саунда внёс опытный продюсер Эдди Крамер.
Получившийся в итоге сплав блюз-рока с хеви-металом наибольший отклик получил в США, где выход альбома совпал с периодом взрывного роста популярности жанра в этой стране. Вследствие чего, а также благодаря продолжительным американским гастролям Fastway, запись провела в хит-параде Billboard 200 более полугода.

## История создания
В мае 1982 года «Фаст» Эдди Кларк покинул Motörhead в самом начале американского турне в поддержку альбома Iron Fist. Отношения внутри группы были напряжёнными, но последней каплей стало желание Лемми записать миньон Stand by Your Man с вокалисткой Plasmatics Уэнди О. Уильямс. К последней Кларк относился резко отрицательно, принимать участие в записи отказался и ушёл из группы. Вернувшись домой в Англию, музыкант почти сразу сошёлся с Питом Уэйем, бас-гитаристом группы UFO, который также находился на грани разрыва со своими коллегами. На первых репетициях новой группы в качестве ударника выступал Топпер Хидон из The Clash. В качестве названия был избран акроним, составленный из прозвища и фамилии основателей: «Fast» Eddie Clarke и Pete Way.
После нескольких недель репетиций, когда к новой формации стали проявлять интерес СМИ, Топпер решил, что не хочет полностью посвящать себя группе, и два оставшихся участника начали искать барабанщика и вокалиста. Заменой на место ударника стал Джерри Ширли из Humble Pie. Вокалиста пришлось искать через объявление конкурса в прессе. В ответ музыканты получили более двух сотен промо-записей. Просматривая множество присланных кассет, Кларк нашёл одну из Дублина с довольно впечатляющим вокалом. Этим певцом был Дэйв Кинг, и Пит и Эдди пригласили его в Лондон, перелёт оплатил Кларк. Прослушивание прошло успешно. Таким образом квартет сформировался, и вскоре после этого Fastway подписали свой первый контракт со звукозаписывающей компанией CBS.

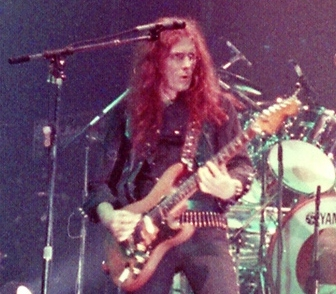
«Фаст» Эдди Кларк на сцене в 1982 году

Однако прямо перед походом в студию звукозаписи группу неожиданно покинул один из её основателей — Пит Уэй. На официальном сайте Эдди Кларка пишется, что басист просто пропал и перестал выходить на связь. Спустя годы Уэй изложил свою версию этих событий в интервью, размещённом на сайте канадского музыкального журнала Brave Words & Bloody Knuckles (BW&BK). Согласно ей, у Пита на тот момент был собственный контракт с Chrysalis Records, планировалось, что Fastway также заключат контракт с этой же компанией, но в конечном итоге предложение CBS было гораздо более выгодным для музыкантов и они сделали свой выбор в их пользу. Поскольку для Chrysalis Уэй оставался ключевым членом группы, через которого велись переговоры, создалась угроза судебного разбирательства. Chrysalis планировали подать иск против CBS и Уэя лично. В сложившихся обстоятельствах басисту было проще всего покинуть музыкальный коллектив. В то же время, в интервью британскому еженедельнику Record Mirror в апреле 1982 года Кларк утверждал, что единственной причиной ухода сооснователя стало приглашение от Оззи Осборна стать бас-гитаристом его группы: «Пит всегда был без ума от Black Sabbath и его мечтой было присоединиться к Оззи Осборну. Так что, когда ему предоставился шанс, его никто не мог остановить». В упомянутом выше диалоге Уэя с BW&BK 2007 года он говорил, что звонок от Оззи он получил уже после своего ухода из группы. С его слов Оззи ему предложил: «Слушай, нам нужен басист, ты сейчас ничего не делаешь, как насчёт того, чтобы поехать со мной в турне? Я хорошо тебе заплачу».
В том же интервью Уэй сообщил, что он являлся соавтором всех песен альбома. При этом прямые подтверждения этим словам на обложках физических носителей лонгплея отсутствуют. Там указано, что все песни написаны группой Fastway. Впоследствии, в 2007 году, Кларк всё же признал, что Уэй участвовал в создании материала, сократив общий объём вклада до трёх-четырёх песен. Всю лирику написал Дэйв Кинг. Партии бас-гитары в альбоме были выполнены сессионным бас-гитаристом Миком Фитом, который также не был указан в буклете.
Все работы по записи альбома проходили в лондонских студиях: звукозапись велась в Marcus Recording Studios, овердаббинг — в Maison Rouge Studios, а сведение — в Townhouse Studios. Деятельность проходила под контролем опытного продюсера Эдди Крамера (в чьём портфолио к тому моменту среди прочего числились несколько дисков с Kiss и Twisted Sister в качестве музыкального продюсера, а также с Led Zeppelin, The Rolling Stones и Джими Хендриксом в качестве звукорежиссёра). Вокалист Дэйв Кинг оставил самые тёплые воспоминания об этом периоде: «Я считаю, что наш продюсер, Эдди Крамер, — это одна из самых значительных вещей, которые когда-либо происходили со мной и с моей жизнью. Ведь тогда совсем ещё юноша впервые записывался в студии с целой кучей музыкантов таких как Эдди Кларк и Джерри Ширли, и поверх всего этого он получал самого Эдди Крамера в качестве продюсера. Мне было всего 19 лет. Это было потрясающе! Я вспоминаю Эдди как наимилейшего… просто чудесного человека для сотрудничества… Я вспоминаю эти времена, как самые лучшие. Мы просто стояли там (в студии). Я пел что-то, а он заходил, чтобы подстегнуть меня немножко. Понимаешь? Говорил что-то по-настоящему дельное; у нас были прекрасные отношения. И это не заняло много дублей, он действительно позволял мне горланить всласть».

## Восприятие
| Оценки критиков                  | Оценки критиков |
| Источник                         | Оценка          |
| -------------------------------- | --------------- |
| AllMusic                         | [ 16 ]          |
| Billboard                        | без оценки      |
| Cashbox                          | без оценки      |
| Circus                           | без оценки      |
| Collector’s Guide to Heavy Metal | [ 20 ]          |
| Encyclopedia of Popular Music    | [ 21 ]          |
| Enfer                            | без оценки      |
| Kerrang!                         | [ 7 ]           |
| Martin Popoff                    | без оценки      |
| Smash Hits                       | [ 23 ]          |

В период создания пластинки жанр её музыки — хеви-метал переживал период своего расцвета. На родине музыкантов и в континентальной Европе уже не первый год бушевала новая волна британского хеви-метала, постепенно жанр завоёвывал свою аудиторию и за океаном. 1983 год в США стал одним из переломных, с развитием MTV и широким распространением культуры музыкальных видеоклипов популярность тяжёлой музыки стремительно выросла. Поэтому сольный проект гитариста Motörhead, одного из столпов жанра, был встречен с большим энтузиазмом особенно на этом рынке. Многие обозреватели называли отличительной чертой дебюта высокий голос Дэйва Кинг, что вкупе с ощутимым влиянием блюза сближало музыку Fastway с Led Zeppelin, недавний распад которых побуждал поклонников и журналистов искать в среде новых групп новую инкарнацию «цеппелинов». Впрочем только этим сравнением рецензии не ограничивались. Джон Свенсон из Circus писал: «Fastway — это самая высококачественная, сублимированная хеви-метал группа в истории. Ансамбль чьё каждое движение вызывает в памяти какой-нибудь момент из металлических триумфов прошлого. Кларк и Ширли составляют звуковое ядро этого мощного трио, но ощущения, что мы имеем дело с очередным бронированным динозавром не возникает, благодаря присутствию Дэйва Кинга, 21-летнего ирландского вокалиста-песенника, приносящего свежую энергию и энтузиазм в этот ветеранский состав». Cashbox также считал, что трио «играет громко и напористо, от старта до финиша, без каких-либо перерывов на баллады, только хард-рок гимны вроде „Give It Some Action“ и „Feel Me, Touch Me (Do Anything You Want)“». Billboard тоже увидел в альбоме «преимущественно хеви-метал для хедбэнгинга с редкими сменами темпа и акустическими интерлюдиями». Но как заключал Circus в своём отзыве: «В Fastway нет ничего оригинального. Но хеви-метал почти не зависит от новизны. Что касается энергии звучания — если она заводит, то добивается нужного результата. А Fastway заводит со страшной силой». Филипп Тушар из французского журнала Enfer в своей рецензии для майского номера 1983 года разделил позитивный настрой заокеанских коллег. Он порадовался музыкальному возвращению бывшего гитариста Motörhead, сказав, что без него группа не стала бы тем, кем является сейчас, и что мимо данного диска пройти просто нельзя. Дефицит оригинальности звучания вызвал и негативную реакцию современников. Фред Деллар из британского поп-издания Smash Hits поставил лонгплею 4 балла из 10, заметив, что он явно ориентирован на привлекательный американский рынок, а всё что может предложить трио, уже исполнялось бесчисленное число раз до этого. Брет Адамс в ретроспективной рецензии для AllMusic также сообщил, что «Кинг был виртуальным клоном Роберта Планта, и сказать, что большая часть Fastway имеет больше, чем простое мимолётное сходство с Led Zeppelin, значит ничего не сказать». В завершении автор удивился, что несмотря на столь очевидное влияние, Fastway тогда избежали шквала едких колкостей, от которых спустя пять лет так пострадала Kingdom Come.

## Продвижение
Практически сразу после выпуска пластинки группа погрузилась в концертную деятельность, дав до конца года более ста концертов. Для этого привлекли сессионного бас-гитариста Алфи Агиуса, рассчитывая в перспективе закрепить его в составе на постоянной основе. Это был экс-участник The Teardrop Explodes, засветившийся также в записи Reach the Beach группы The Fixx (самой успешной работы данного коллектива, поступившей в продажу почти синхронно с уходом Агиуса в Fastway). После серии выступлений на Британских островах в конце марта и в апреле, которая завершилась двумя шоу в Hammersmith Odeon (с Rock Goddess на разогреве) и Marquee Club, была взята двухмесячная пауза, после которой стартовали американские гастроли продлившиеся до конца года. В преддверии их начала Fastway выпустили на MTV свой первый видеоклип на песню «Say What You Will», получивший там небольшую раскрутку. С 21 июня начались концерты в рамках поддержки Iron Maiden в североамериканской части их всемирного тура World Piece Tour. Тандем Fastway / Iron Maiden первое время дополнял Saxon, затем его сменила канадская формация Coney Hatch, а с середины октября, Fastway переключился на поддержку AC/DC, у которых стартовал тур по США в поддержку Flick of the Switch. Шоу длились вплоть до 18 декабря 1983 года.

## Признание
Наибольшего успеха дебютная работа Fastway добилась на территории Соединённых Штатов Америки. Если на родине музыкантов диск хоть и поднялся в конце апреля 1983 года на 43-ю строчку национального рейтинга, но уже через пару недель покинул его, то в США дело обстояло совершенно иначе. 28 мая пластинка появилась в Billboard 200 на 185-м месте и оставалась в нём до самого конца календарного года, пробыв в главном чарте Америки в общей сложности 32 недели. Наивысшей точки, позиции № 31, Fastway достиг 10 сентября 1983 года. Таких достижений бывшая группа Кларка, Motörhead, на этом рынке добиться так и не смогла. Лишь её предпоследний студийный альбом Aftershock в 2013 году смог подняться выше, до 22-й строки, но в самом хит-параде он пробыл всего две недели.
По результатам голосования читателей американского журнала Circus Fastway заняли второе место в категории «Лучшая новая группа 1983 года», уступив первенство Quiet Riot. Остался некоторый след об альбоме и в тематических литературных сборниках. Канадский журналист и писатель Мартин Попофф включил дебютную запись Fastway в свою книгу «The Top 500 Heavy Metal Albums of All Time».

## Варианты издания
Изначально в альбом вошло 10 песен. На прилавки он поступил в форматах виниловой грампластинки и компакт-кассеты. В 1989 году состоялся его выпуск на компакт-диске. Треклист этого издания был дополнен одиннадцатой песней — «Far Far From Home», которая в 1983 году предваряла выход полноформатного альбома в виде внеальбомного промо-сингла.
В 2000 году диск был переиздан компанией BGO Records в виде сборника вместе со вторым альбомом Fastway, All Fired Up, собранного на одном компакт-диске. В этом издании отсутствует «Far Far from Home».
В 2012 году британский лейбл Rock Candy Records провёл ремастеринг записей и переиздал пластинку с бонус-треками из би-сайдов к 12"-синглу «We Become One», концертного выступления на BBC Radio 1, разместив на задней вкладке компакт-диска аннотацию бывшего автора Kerrang! Дерека Оливера.

## Список композиций
Слова и музыка всех песен — Fastway.
| №  | Название                                   | Длительность |
| -- | ------------------------------------------ | ------------ |
| 1. | «Easy Livin’»                              | 2:47         |
| 2. | «Feel Me, Touch Me (Do Anything You Want)» | 3:27         |
| 3. | «All I Need Is Your Love»                  | 2:32         |
| 4. | «Another Day»                              | 4:41         |
| 5. | «Heft!»                                    | 5:38         |

| №                   | Название              | Длительность |
| ------------------- | --------------------- | ------------ |
| 1.                  | «We Become One»       | 3:59         |
| 2.                  | «Give It All You Got» | 3:01         |
| 3.                  | «Say What You Will»   | 3:20         |
| 4.                  | «You Got Me Runnin’»  | 3:04         |
| 5.                  | «Give It Some Action» | 4:11         |
| Общая длительность: | Общая длительность:   | 36:40        |

| №                   | Название             | Длительность |
| ------------------- | -------------------- | ------------ |
| 1.                  | «Far Far from Home*» | 5:29         |
| Общая длительность: | Общая длительность:  | 42:09        |

*Изначально «Far Far from Home» был отдельным внеальбомным промо-синглом. Его не было на оригинальных кассетных версиях и не было в последующих изданиях грампластинок, но был включён в качестве бонус-трека при издании альбома на компакт-диске в 1989 году. Также песню можно было найти на стороне «Б» 12-дюймовой версии сингла «Easy Livin’» 1983 года.
Слова и музыка всех песен — Fastway.
| №   | Название                                   | Длительность |
| --- | ------------------------------------------ | ------------ |
| 1.  | «Easy Livin’»                              | 2:48         |
| 2.  | «Feel Me, Touch Me (Do Anything You Want)» | 3:28         |
| 3.  | «All I Need Is Your Love»                  | 2:33         |
| 4.  | «Another Day»                              | 4:42         |
| 5.  | «Heft!»                                    | 5:42         |
| 6.  | «We Become One»                            | 3:59         |
| 7.  | «Give It All You Got»                      | 3:02         |
| 8.  | «Say What You Will»                        | 3:20         |
| 9.  | «You Got Me Runnin’»                       | 3:04         |
| 10. | «Give It Some Action»                      | 4:20         |

| №   | Название                                                              | Длительность |
| --- | --------------------------------------------------------------------- | ------------ |
| 11. | «Crazy Dream» (Би-сайд к 12"-синглу)                                  | 3:53         |
| 12. | «Back in the Game» (Би-сайд к 12"-синглу)                             | 3:31         |
| 13. | «Far Far from Home» (бонус-трек к изданию на компакт-диске 1989 года) | 5:32         |

| №                   | Название              | Длительность |
| ------------------- | --------------------- | ------------ |
| 14.                 | «We Become One»       | 3:43         |
| 15.                 | «Easy Livin’»         | 2:47         |
| 16.                 | «Give It All You Got» | 3:03         |
| 17.                 | «You Got Me Runnin’»  | 3:01         |
| Общая длительность: | Общая длительность:   | 62:28        |

## Участники записи
| Fastway - Дэйв Кинг — ведущий вокал - Эдди «Фаст» Кларк — гитара - Джерри Ширли — ударные Приглашённый музыкант - Мик Фит — бас-гитара | Технический персонал - Эдди Крамер — продюсер, звукорежиссёр, аранжировки - Алан Дуглас — звукорежиссёр - Тим Хант — звукорежиссёр - Ховард Грей — помощник звукорежиссёра - Тед Трэшер — менеджмент - Ник Марчант — арт-директор - Эрик Уотсон — фотограф - Torchlight — художественное оформление конверта |

## Положение в хит-парадах
Альбом
| Год  | Чарт                                     | Высшая позиция | Пребывание в чарте |
| ---- | ---------------------------------------- | -------------- | ------------------ |
| 1983 | Великобритания (UK Albums Chart)         | 43             | 2 недели           |
| 1983 | Канада (RPM 100 Albums)                  | 70             | 15 недель          |
| 1983 | США (Billboard 200)                      | 31             | 32 недели          |
| 1983 | США (Billboard Rock Albums & Top Tracks) | 17             | 19 недель          |

Синглы
| Год  | Сингл               | Чарт                                     | Позиция | Пребывание в чарте |
| ---- | ------------------- | ---------------------------------------- | ------- | ------------------ |
| 1983 | «Say What You Will» | США (Billboard Rock Albums & Top Tracks) | 14      | 11 недель          |
| 1983 |                     |                                          |         |                    |
| 1983 | «Easy Livin’»       | Великобритания (UK Singles Chart)        | 74      | 3 недели           |
| 1983 | «Easy Livin’»       | США (Billboard Rock Albums & Top Tracks) | 32      | 6 недель           |

## Комментарии
1. ↑  Внеальбомный сингл
2. ↑  Знакомый Джерри Ширли[9]
3. ↑  Кинг указал ложный возраст. Дата его рождения 11 декабря 1961 года. На момент записи ему было 20—21 год.